# Thomas Reinecke
Thomas Reinecke (* 12. März 1960 in Goch, Nordrhein-Westfalen) ist ein deutscher Journalist, Kameramann und Filmeditor.

## Leben
Nach seinem Studium der Geographie und Soziologie in den Jahren 1979 bis 1982  machte er ein Volontariat bei einem Fotoreporter. Danach arbeitete er von 1984 bis 1992 selbst als Fotoreporter beim Hamburger Abendblatt, Action Press und als Chefreporter bei Forbes Deutschland. Von 1992 bis 1994 arbeitete er als freier Fotojournalist, unter anderem auch für Super! und Focus. Seine Fotos von Royalties und anderen Themen wie die Geschichte des Killer von St. Pauli, Werner Pinzner, druckten zahlreiche Illustrierte.
Seit 1994 ist er als Kameramann und Editor tätig. Als Dokumentarfilmer beschäftigt er sich überwiegend mit Umweltschutz und Menschenrecht. In den Jahren 1995 und 1996 arbeitete Reinecke als Kameramann bei „RTCTVNews“, von 1996 bis 2003 als Geschäftsführer, Kameramann und Editor bei der „Tele News Company“ (TNC) in Hamburg. Seit 2004 ist er Kameramann, Editor und Journalist bei „UC-TV GmbH“. Seit 2009 ist er als Dozent für TV-Produktion und Dokumentarfilm in Hamburg tätig. Seit 2012 konstruiert und betreibt er Kameradrohnen, die höchsten technischen Ansprüchen entsprechen und bei TV- und Kinoproduktionen eingesetzt werden.

## Werke (Auswahl)
- Atlantiküberquerung in Tannenbaum, Dokumentation, Deutschland 2000, ZDF/ARTE, Schnitt: Thomas Reinecke
- Das Logbuch der ANNA, Greenpeace Energy Revolution Tour, Dokumentarfilm, Deutschland 2006, Regie und Drehbuch: Thomas Reinecke
- Opfer – Eine Ausstellung des Weissen Ringes, Dokumentar-Videofilm, Deutschland 2006, Regie und Drehbuch: Thomas Reinecke
- Die Sache – Feldzug gegen ein Tabu, Dokumentarfilm, Deutschland 2007, ZDF/ARTE, Kamera und Schnitt: Thomas Reinecke, prämiert WorldMediaFestival2007 Gold für Doku, SpecialAward für Kommunikation
- Ein Tag im September, Dokumentarfilm GB 1999, Oscar 2000, Produzent: Arthur Cohn, Mitarbeit: Thomas Reinecke[1].
- Galileo Spezial – Karawane der Hoffnung, Dokumentarfilm D 2009, Grimme-Preis 2010[2], Rose d’Or Montreux „Social Award“ 2010[3], Produzent: PRO7, Kamera: Thomas Reinecke u. a.
- Typisch Rüdiger Nehberg, Reportage D 2010 NDR, Buch & Regie: Günther Mombächer, Kamera & Schnitt: Thomas Reinecke[4]
- Krankenhaus aus der Kiste, Episode D 2010, Regie, Kamera & Schnitt: Thomas Reinecke, Sonderpreis der Jury DIPTV-Award 2010
- Handwerkergeschichten: Die Schirmmacherin, Reportage D 2011 NDR, Buch & Regie: Günther Mombächer, Kamera & Schnitt: Thomas Reinecke
- 62 Nasen im Jagdfieber, NDR die nordreportage, Reportage 2016, Autor: Sebastian Rieck, Kamera & Schnitt & Produktion: Thomas Reinecke
- Der Querdenker – Herr Lehmann und die Behörden, NDR TYPISCH!, Reportage 2018, Autor: Sebastian Rieck, Kamera & Schnitt: Thomas Reinecke[5]